# تجمع جثاعل (مودية)

تعديل مصدري - تعديل

تجمع جثاعل هو "تجمع بدوي" في  عزلة مودية بمديرية مودية التابعة لمحافظة أبين، بلغ تعداد سكانها 32 نسمة حسب تعداد اليمن لعام 2004.